# フランツ・ゲッツ
フランツ・ゲッツ（Franz Götz、1913年1月28日 - 1980年 5月4日）は、第二次世界大戦時のドイツ空軍のエース・パイロット、騎士鉄十字勲章受勲者である。騎士鉄十字章は戦場での卓越した行為や軍事上のリーダーシップを発揮した者に授与された。フランツ・ゲッツは著名な第26戦闘航空団「シュラゲーター」の最後の戦闘航空団司令であった。

## 戦歴

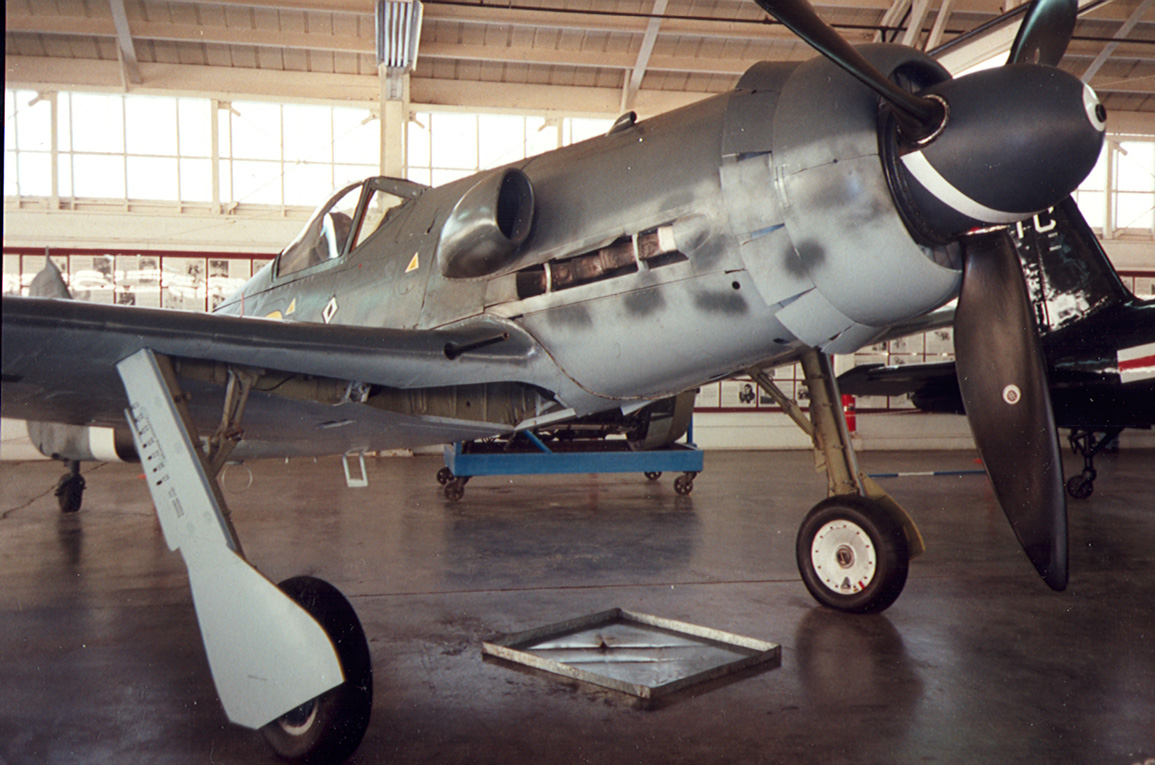
フェニックス (アリゾナ州)のチャンプリン戦闘機博物館に展示される元ゲッツ乗機のフォッケウルフ Fw 190 D-13/R11, "Yellow 10," Wk. Nr. 836017（1995年）

フランツ・ゲッツは戦争前のドイツ空軍に戦闘機パイロットとして入隊し、第53戦闘航空団（JG 53）「ピック・アス」/第III飛行隊に所属していた時に開戦を迎えた。フランス侵攻作戦中の1940年5月の曹長（Oberfeldwebel）時代に最初の撃墜を記録した。ゲッツは続くヨーロッパ、ロシア、地中海、本土防衛をJG 53と共に戦った。ゲッツは騎士鉄十字章を授与され、1942年10月から1945年初めまでJG 53/第II飛行隊の飛行隊長を務めた。計3機撃墜したボーイング B-17爆撃機の最初の1機を1944年8月24日にリューネブルガーハイデ上空で撃墜した。
1945年1月28日（ゲッツ32歳の誕生日）にフュルステナウに駐屯する第26戦闘航空団（JG 26）の戦闘航空団司令に任命された。ゲッツは3機の重爆撃機を含む総計63機を撃墜した。
終戦の時にゲッツのFw 190 D-13は北部ドイツのフレンスブルクでイギリス軍に降伏した。非常に珍しいこのフォッケウルフ Fw190 D-13/R11（Werknummer 836017—製造番号）は、フライング・ヘリテージ・コレクションに展示され、21世紀の飛行に向けて近年そのユンカース ユモ 213 エンジンを再び稼働させた。

## 受勲
- 鉄十字章（1939）
  - 2級
  - 1級
- 空軍名誉杯（1940年11月14日）[2]
- ドイツ十字章金章（1941年10月15日）：第53戦闘航空団/第9飛行中隊の中尉として[3]
- 騎士鉄十字章（1942年9月4日）：第53戦闘航空団/第9飛行中隊の飛行中隊長の中尉として[4]

## 参照
出典
1. ↑  Weal 2006, p. 80.
2. ↑  Obermaier 1989, p. 119.
3. ↑  Patzwall and Scherzer 2001, p. 143.
4. ↑  Fellgiebel 2000, p. 198.

参考文献
- Crandall, Jerry. Yellow 10 The story of the ultra-rare Fw 190 D-13. Hamilton, MT: Eagle Edition Ltd., 2000. ISBN 0-9660706-3-1.
- Fellgiebel, Walther-Peer (2000). Die Träger des Ritterkreuzes des Eisernen Kreuzes 1939–1945 (in German). Friedburg, Germany: Podzun-Pallas. ISBN 3-7909-0284-5.
- Obermaier, Ernst (1989). Die Ritterkreuzträger der Luftwaffe Jagdflieger 1939 - 1945 (in German). Mainz, Germany: Verlag Dieter Hoffmann. ISBN 3-87341-065-6.
- Patzwall, Klaus D. and Scherzer, Veit (2001). Das Deutsche Kreuz 1941–1945 Geschichte und Inhaber Band II (in German). Norderstedt, Germany: Verlag Klaus D. Patzwall (in German). ISBN 3-931533-45-X.
- Scherzer, Veit (2007). Ritterkreuzträger 1939–1945 Die Inhaber des Ritterkreuzes des Eisernen Kreuzes 1939 von Heer, Luftwaffe, Kriegsmarine, Waffen-SS, Volkssturm sowie mit Deutschland verbündeter Streitkräfte nach den Unterlagen des Bundesarchives (in German). Jena, Germany: Scherzers Miltaer-Verlag. ISBN 978-3-938845-17-2.
- Weal, John (2006). Bf 109 Defence of the Reich Aces. Oxford, UK: Osprey Publishing. ISBN 978-1-84176-879-3.

| 軍職                        | 軍職                                                                         | 軍職      |
| --------------------------- | ---------------------------------------------------------------------------- | --------- |
| 先代 ヨーゼフ・プリラー大佐 | 第26戦闘航空団「シュラゲーター」 戦闘航空団司令 1945年1月28日 – 1945年5月7日 | 次代 無し |